# Vết chân tròn trên cát
"Vết chân tròn trên cát" là một bài hát thuộc thể loại nhạc trữ tình cách mạng do nhạc sĩ Trần Tiến sáng tác vào khoảng năm 1981, đây là một trong những bài hát viết về đề tài những người thương binh - liệt sĩ khá nổi tiếng và được nhiều người nghe yêu thích . Nội dung bài hát là câu chuyện về một người thương binh vừa trở về từ chiến trường. Tuy cơ thể không còn được lành lặn nhưng anh vẫn cùng đôi nạng gỗ hàng ngày đến trường làng để dạy cho các em thơ về những bài hát của quê hương...
"Vết chân tròn trên cát" cùng với nhiều sáng tác khác của ông như "Tạm biệt chim én", "Sao em nỡ vội lấy chồng", "Thành phố trẻ", "Giai điệu Tổ quốc",... đều là những bài hát được yêu thích và gây ấn tượng mạnh mẽ đến người nghe. Bài hát này từng có thời bị các nhà quản lý văn hóa ở Việt Nam cấm đoán, khi có nhà quản lý văn hóa đã nhảy lên sân khấu giật micro khỏi tay ca sĩ.

## Hoàn cảnh sáng tác
Năm 1981, trong một lần dạo quanh bờ biển Tiền Hải thuộc huyện Tiền Hải, tỉnh Thái Bình, nhạc sĩ Trần Tiến đã bắt gặp những dấu nạng in hằn lên trên cát biển. Sau đó, ông đã dò hỏi người dân xung quanh và biết được dấu nạng đó chính là của một anh thương binh bị thương tật ở chân, đang trên đường đi đến trường dạy học cho các em nhỏ trong làng. Xúc động vì hình ảnh những dấu tròn trên cát đó, nhạc sĩ đã sáng tác bài hát khi trên đường đi bộ từ bãi biển về nhà trọ, đặt tên là "Vết chân tròn trên cát". Tuy nhiên, cho đến tận ngày trả lời phỏng vấn báo Sài gòn Giải phóng vào tháng 7 năm 2009, nhạc sĩ Trần Tiến vẫn chưa một lần được gặp người thương binh là nguyên mẫu cho bài hát này.
Trích lời bài hát:
Vết chân tròn vẫn đi về trên con đường mòn cát trắng quê tôi
Anh thương binh vẫn đến trường làng
Vẫn ôm đàn dạy các em thơ bài hát quê hương
Bài hát có ngọn núi quê anh xa vời
Bài hát có đồng lúa miên man câu hò
Bài hát có người lính đã hy sinh rất âm thầm
Cho hôm nay những gót chân son
Vui quanh vết chân tròn...

## Ca sĩ trình bày
Kể từ khi ra đời, bài hát "Vết chân tròn trên cát" từng được khá nhiều ca sĩ trình bày. Với nhạc sĩ Trần Tiến, bài hát được ông và ca sĩ Trần Đức thể hiện rất được yêu thích khi còn là thành viên nhóm "Du ca đồng nội". Bên cạnh đó, ca khúc còn được khá nhiều ca sĩ khác trình bày lại như Nghệ sĩ ưu tú Thái Bảo, Cẩm Vân, Phương Thanh, Đan Trường, Tùng Dương, Mỹ Tâm.
Năm 2007, để kỷ niệm sinh nhật lần thứ 60 của mình, nhạc sĩ Trần Tiến đã thực hiện một live show và ra mắt một số album nhạc đặc biệt như Trần Tiến - Có một thời như thế bao gồm bài hát "Vết chân tròn trên cát" và một số tác phẩm quen thuộc khác như: "Cô gái Sầm Nưa xinh đẹp", "Những đôi mắt mang hình viên đạn", "Tạm biệt chim én", "Mặt trời bé con",.